# Morti il 7 luglio

## IV secolo(1)
- 368 - Materniano di Reims, vescovo e santo

## VII secolo(1)
- 664 - Etelburga di Faremoutiers, principessa, monaca cristiana e santa anglosassone

## VIII secolo(1)
- 705 - Edda di Winchester, vescovo e santo inglese

## X secolo(1)
- 984 - Crescenzio de Theodora, nobile e politico italiano

## XI secolo(1)
- 1085 - Bosone II, italiano

## XII secolo(4)
- 1118 - Fiorenzo di Worcester, monaco cristiano e storico inglese
- 1182 - Pietro di Miso, cardinale italiano
- 1191 - Giuditta di Svevia, principessa tedesca
- 1198 - Giorgio II di Costantinopoli, arcivescovo ortodosso bizantino

## XIII secolo(3)
- 1268 - Renier Zen, doge
- 1269 - Saionji Saneuji, poeta giapponese (n. 1194)
- 1285 - Tile Kolup

## XIV secolo(8)
- 1304 - Papa Benedetto XI, papa, vescovo cattolico e cardinale italiano (n. 1240)
- 1307 - Edoardo I d'Inghilterra, re britannico (n. 1239)
- 1322 - Pellegrino da Città di Castello, vescovo cattolico italiano
- 1345 - Momčil, militare bulgaro
- 1347 - Teodorico VII di Kleve, conte
- 1358 - Isacco Bindi, vescovo cattolico italiano
- 1359 - Giovanni della Scala, nobile e politico italiano
- 1369 - Francesco Gonzaga di Guido, nobile italiano

## XV secolo(6)
- 1439 - Margherita Gonzaga, nobile (n. 1418)
- 1448 - Maria di Borbone-Clermont, nobile francese (n. 1428)
- 1452 - Eleonora Cobham, nobile britannica
- 1472 - Battista Sforza, contessa (n. 1446)
- 1482 - Marino di Fregeno, teologo e vescovo cattolico italiano
- 1500 - Melchiorre Trevisan, generale e ammiraglio italiano (n. 1434)

## XVI secolo(11)
- 1503 - Alessandro Braccesi, umanista e diplomatico italiano (n. 1445)
- 1503 - Guglielmo IV di Brunswick-Lüneburg, duca (n. 1425)
- 1512 - Gian Niccolò Trivulzio, nobile e condottiero italiano (n. 1479)
- 1516 - Kanze Nobumitsu, sceneggiatore e attore teatrale giapponese
- 1531 - Tilman Riemenschneider, scultore e intagliatore tedesco
- 1537 - Maddalena di Valois, principessa francese (n. 1520)
- 1545 - Pernette du Guillet, poetessa francese
- 1572 - Sigismondo II Augusto di Polonia, re polacco (n. 1520)
- 1573 - Jacopo Barozzi da Vignola, architetto e teorico dell'architettura italiano (n. 1507)
- 1582 - Kawajiri Hidetaka, militare giapponese (n. 1527)
- 1588 - Sassa Narimasa, militare giapponese (n. 1536)

## XVII secolo(15)
- 1602 - Federico Guglielmo I di Sassonia-Weimar, duca (n. 1562)
- 1607 - Penelope Devereux, nobildonna inglese (n. 1563)
- 1616 - Anna di Württemberg, principessa tedesca (n. 1561)
- 1624 - Lamoral de Tassis, conte (n. 1557)
- 1645 - Onorato Visconti, arcivescovo cattolico e diplomatico italiano (n. 1585)
- 1647 - Thomas Hooker, personalità religiosa statunitense (n. 1586)
- 1648 - Uberto Visconti di Somma, presbitero e politico italiano
- 1656 - Michelangelo Rossi, compositore, violinista e organista italiano
- 1658 - Adriaen van Nieulandt, pittore e incisore olandese
- 1667 - Nicolas Sanson, cartografo francese (n. 1600)
- 1680 - Guillam Dubois, pittore e disegnatore olandese (n. 1625)
- 1683 - Elisabetta Enrichetta d'Assia-Kassel, nobile tedesco (n. 1661)
- 1686 - Antero Maria Micone, presbitero italiano (n. 1620)
- 1689 - Luisa Cristina di Savoia-Carignano, principessa (n. 1627)
- 1700 - Silvestro Valier, politico e diplomatico italiano (n. 1630)

## XVIII secolo(16)
- 1713 - Henry Compton, vescovo anglicano inglese (n. 1632)
- 1720 - Maria Barbara Bach, nobile tedesca (n. 1684)
- 1722 - Estienne Roger, editore e tipografo francese
- 1724 - Pompeo Sarnelli, vescovo cattolico e storico italiano (n. 1649)
- 1730 - Olivier Levasseur, pirata francese (n. 1689)
- 1741 - Domenico Manni, ingegnere italiano (n. 1646)
- 1743 - Jocelyn Sidney, VII conte di Leicester, nobile inglese (n. 1682)
- 1764 - William Pulteney, politico britannico (n. 1684)
- 1769 - James Hamilton, VII duca di Hamilton, nobile scozzese (n. 1755)
- 1774 - Elisabetta Albertina di Anhalt-Bernburg, nobile (n. 1693)
- 1776 - Jeremiah Markland, filologo classico inglese (n. 1693)
- 1784 - Louis Anseaume, drammaturgo francese (n. 1721)
- 1793 - Maria Antonia von Elsener, nobildonna tedesca (n. 1746)
- 1793 - Charles de Villette, politico e scrittore francese (n. 1736)
- 1794 - Aimar-Charles-Marie de Nicolaï, magistrato francese (n. 1747)
- 1799 - William Curtis, botanico inglese (n. 1746)

## XIX secolo(62)
- 1802 - Giorgio Teodoro Trivulzio, nobile e politico italiano (n. 1728)
- 1809 - Carlo d'Aspre, generale austriaco (n. 1767)
- 1815 - Pedro de Garibay, politico e generale spagnolo (n. 1729)
- 1816 - Domenico Rossetti, letterato italiano (n. 1772)
- 1816 - Richard Brinsley Sheridan, politico, commediografo e direttore teatrale irlandese (n. 1751)
- 1823 - Carlo Verri, prefetto e politico italiano (n. 1743)
- 1825 - Giovanni Bausan, militare e nobile italiano (n. 1757)
- 1826 - Taylor Combe, numismatico e archeologo britannico (n. 1774)
- 1826 - Manley Power, generale britannico (n. 1773)
- 1829 - Jakob Friedrich von Abel, filosofo tedesco (n. 1751)
- 1831 - Robert William Elliston, attore teatrale e manager inglese (n. 1774)
- 1831 - Paul Moody, inventore statunitense (n. 1779)
- 1832 - Francesco Asdrubali, medico e chirurgo italiano (n. 1756)
- 1837 - Nasir-ud-Din Haidar, sovrano indiano (n. 1803)
- 1841 - Giulia Beccaria, nobildonna italiana (n. 1762)
- 1842 - Joseph Kopp, filologo classico tedesco (n. 1788)
- 1843 - Ludwig Philipp von Bombelles, diplomatico austriaco (n. 1780)
- 1850 - Carl Anton Joseph Rottmann, pittore tedesco (n. 1797)
- 1851 - James Miller, militare statunitense (n. 1776)
- 1851 - John Talbot, ammiraglio inglese (n. 1769)
- 1855 - Konstantin Nikolaevič Batjuškov, poeta russo (n. 1787)
- 1856 - Paolina di Württemberg, principessa e duchessa (n. 1810)
- 1859 - Richard Musgrave, III baronetto di Tourin, politico irlandese (n. 1790)
- 1860 - Robert Story, poeta inglese (n. 1795)
- 1862 - Friedrich Gauermann, pittore austriaco (n. 1807)
- 1863 - Nicolas Charles Victor Oudinot, generale francese (n. 1791)
- 1865 - Filippo Agresti, patriota italiano (n. 1797)
- 1865 - George Atzerodt, criminale statunitense (n. 1835)
- 1865 - David Herold, criminale statunitense (n. 1842)
- 1865 - Mary Surratt, criminale statunitense
- 1866 - Adolph Diesterweg, educatore e politico tedesco (n. 1790)
- 1866 - Carl von Heyden, politico e entomologo tedesco (n. 1793)
- 1867 - François Ponsard, drammaturgo francese (n. 1814)
- 1870 - Charlotte Sophia Leveson-Gower, nobildonna inglese (n. 1788)
- 1872 - Niccola Clarelli Paracciani, cardinale e vescovo cattolico italiano (n. 1799)
- 1877 - Vincenzo Giordano Zocchi, scrittore italiano (n. 1842)
- 1877 - Nicola Rocco, giurista italiano (n. 1811)
- 1879 - George Caleb Bingham, pittore statunitense (n. 1811)
- 1879 - Angelina Fioretti, ballerina italiana (n. 1843)
- 1879 - Béla Wenckheim, politico ungherese (n. 1811)
- 1880 - Nicola Ivanoff, tenore italiano (n. 1810)
- 1881 - Luigi Ferretti, poeta italiano (n. 1836)
- 1881 - Claude Wilson, calciatore inglese (n. 1858)
- 1882 - Michail Dmitrievič Skobelev, generale russo (n. 1843)
- 1883 - Michele Amatore, militare sudanese (n. 1826)
- 1885 - Christoph Theodor Aeby, anatomista e antropologo svizzero (n. 1835)
- 1885 - Nicola De Giosa, compositore italiano (n. 1819)
- 1886 - Angelico Fabbri, patriota italiano (n. 1822)
- 1888 - William Cairns, politico britannico (n. 1828)
- 1889 - Giovanni Bottesini, contrabbassista, compositore e direttore d'orchestra italiano (n. 1821)
- 1889 - Vincenzo Giordano Orsini, generale e politico italiano (n. 1817)
- 1890 - Henri Nestlé, imprenditore tedesco (n. 1814)
- 1895 - Josep Oriol Mestres, architetto spagnolo (n. 1815)
- 1895 - Friederich Wilhelm Gustav Spörer, astronomo e insegnante tedesco (n. 1822)
- 1896 - Charles Thomas Wooldridge, criminale inglese (n. 1866)
- 1897 - Édouard Joseph Dantan, pittore francese (n. 1848)
- 1898 - Louis Buffet, politico francese (n. 1818)
- 1898 - Nikolaj Aleksandrovič Jarošenko, pittore russo (n. 1846)
- 1898 - Lucien Petipa, danzatore francese (n. 1815)
- 1900 - Adalbert Falk, politico, giurista e avvocato tedesco (n. 1827)
- 1900 - Antonino Fantosati, vescovo cattolico e missionario italiano (n. 1842)
- 1900 - Marco Ji Tianxiang, medico e santo cinese (n. 1834)

## XX secolo(259)
- 1901 - Carlo Buttini, avvocato e politico italiano (n. 1842)
- 1901 - Johanna Spyri, scrittrice svizzera (n. 1827)
- 1901 - Pierre Lorillard IV, imprenditore statunitense (n. 1833)
- 1903 - Heinrich Carl Haussknecht, botanico e farmacista tedesco (n. 1838)
- 1905 - Hermann Nothnagel, medico tedesco (n. 1841)
- 1907 - Tellos Agras, militare e patriota greco (n. 1880)
- 1909 - Walther Ritz, fisico svizzero (n. 1878)
- 1911 - Daniel William Coquillett, entomologo statunitense (n. 1856)
- 1911 - Rudolf von Fischer-Benzon, bibliotecario e botanico tedesco (n. 1839)
- 1911 - László Hegedűs, pittore ungherese (n. 1870)
- 1912 - Arthur Hobrecht, politico tedesco (n. 1824)
- 1912 - Paul Kummer, micologo tedesco (n. 1834)
- 1913 - Giovanni Montemartini, politico italiano (n. 1867)
- 1914 - Giorgio Arcoleo, giurista e politico italiano (n. 1848)
- 1915 - Giovanni Bellini, scrittore e poeta italiano (n. 1890)
- 1916 - Jules Combarieu, musicologo francese (n. 1859)
- 1916 - William Philo, pugile britannico (n. 1882)
- 1916 - Pierre Six, calciatore francese (n. 1888)
- 1916 - Virginia Tedeschi-Treves, scrittrice e giornalista italiana (n. 1849)
- 1918 - Gian Felice Gino, aviatore italiano (n. 1883)
- 1918 - George Mary Searle, astronomo statunitense (n. 1839)
- 1919 - Oskar Bider, aviatore svizzero (n. 1891)
- 1919 - Nereo Petranich, ufficiale italiano (n. 1887)
- 1920 - Roberto Silva Renard, generale e politico cileno (n. 1855)
- 1920 - Alexander Georg Supan, geografo austriaco (n. 1847)
- 1922 - Jacques Bertillon, statistico francese (n. 1851)
- 1923 - Guerra Junqueiro, scrittore, giornalista e politico portoghese (n. 1850)
- 1923 - Marie Jeanette de Lange, pittrice e avvocata olandese (n. 1865)
- 1923 - Nicolò Marini, cardinale italiano (n. 1843)
- 1925 - Ermanno Geymonat, giornalista, regista cinematografico e sceneggiatore italiano (n. 1893)
- 1925 - Lothar Meggendorfer, illustratore tedesco (n. 1847)
- 1925 - Romualdo Moscioni, fotografo italiano (n. 1849)
- 1925 - Tito Pasqui, agronomo e politico italiano (n. 1846)
- 1926 - Friedrich Erlenmeyer, psichiatra tedesco (n. 1849)
- 1926 - Fëdor Šechtel', architetto russo (n. 1859)
- 1927 - Francesco Costa, calciatore italiano (n. 1888)
- 1927 - Émile Coste, schermidore francese (n. 1862)
- 1927 - Gösta Mittag-Leffler, matematico svedese (n. 1846)
- 1928 - Aleksandăr Protogerov, generale, politico e rivoluzionario bulgaro (n. 1867)
- 1930 - Arthur Conan Doyle, scrittore e drammaturgo britannico (n. 1859)
- 1930 - Angelo Gagliano, mafioso italiano (n. 1862)
- 1930 - Julius Hart, scrittore tedesco (n. 1859)
- 1931 - Léon Glaize, pittore francese (n. 1842)
- 1932 - Aleksandr Grin, scrittore russo (n. 1880)
- 1932 - Carlo Liviero, vescovo cattolico italiano (n. 1866)
- 1934 - François-Léon Sicard, scultore francese (n. 1862)
- 1935 - Pio Colombini, dermatologo italiano (n. 1865)
- 1935 - Valentino Soldani, drammaturgo, giornalista e sceneggiatore italiano (n. 1873)
- 1935 - Arthur Russell, II barone Ampthill, funzionario, dirigente sportivo e canottiere britannico (n. 1869)
- 1936 - Georgij Vasil'evič Čičerin, diplomatico russo (n. 1872)
- 1936 - Iridio Mantovani, militare italiano (n. 1899)
- 1936 - Zé Baiano, brigante brasiliano
- 1937 - Gino Passeri, militare e aviatore italiano (n. 1911)
- 1938 - Gabriel Astruc, impresario teatrale, editore e giornalista francese (n. 1864)
- 1938 - Webster Cullison, regista statunitense (n. 1880)
- 1938 - Shūji Doi, pallanuotista giapponese (n. 1909)
- 1939 - Axel Hägerström, filosofo svedese (n. 1868)
- 1939 - Claude Augustus Swanson, politico statunitense (n. 1862)
- 1940 - Ludovico Limentani, filosofo italiano (n. 1884)
- 1942 - Jean Assollant, militare e aviatore francese (n. 1905)
- 1942 - Thomas Xenakis, ginnasta greco (n. 1875)
- 1942 - William Henry Young, matematico britannico (n. 1863)
- 1944 - Franz Berghammer, pallamanista austriaco (n. 1913)
- 1944 - Tadeusz Byliński, militare polacco (n. 1891)
- 1944 - Gaetano Curtis, magistrato e scrittore italiano (n. 1866)
- 1944 - Georges Mandel, giornalista e politico francese (n. 1885)
- 1944 - Erich Salomon, fotografo tedesco (n. 1886)
- 1944 - William Lutley Sclater, zoologo britannico (n. 1863)
- 1945 - Salomėja Nėris, poetessa lituana (n. 1904)
- 1945 - Peter To Rot, papuano (n. 1912)
- 1946 - Gordon Howard, V conte di Effingham, nobile britannico (n. 1873)
- 1947 - Robert Schable, attore statunitense (n. 1873)
- 1947 - José Luis Tamayo, politico ecuadoriano (n. 1858)
- 1948 - Nicola Lochoff, pittore e restauratore russo (n. 1872)
- 1948 - Ottino Sabbadini, aviatore e militare italiano (n. 1919)
- 1950 - Mario Arisio, generale italiano (n. 1885)
- 1950 - Guy Gilpatric, aviatore, giornalista e scrittore statunitense (n. 1896)
- 1950 - Hugh Grogan, giocatore di lacrosse statunitense (n. 1872)
- 1950 - Fats Navarro, trombettista statunitense (n. 1923)
- 1950 - Ferruccio Scattola, pittore italiano (n. 1873)
- 1951 - Camillo Pavanello, ginnasta italiano (n. 1879)
- 1952 - Louis Bonnefon Craponne, imprenditore e dirigente pubblico francese (n. 1873)
- 1952 - Andreja Kojić, calciatore jugoslavo (n. 1896)
- 1952 - Frank Kugler, lottatore, sollevatore e tiratore di fune tedesco (n. 1879)
- 1953 - Oreste Albertini, pittore italiano (n. 1887)
- 1953 - Francesco Chigi, nobile, fotografo e militare italiano (n. 1881)
- 1953 - Hans Funk, calciatore svizzero (n. 1894)
- 1955 - Egon Brunswik, psicologo austro-ungarico (n. 1903)
- 1955 - Franco Casavola, compositore, direttore d'orchestra e critico d'arte italiano (n. 1891)
- 1956 - Gottfried Benn, poeta, scrittore e medico tedesco (n. 1886)
- 1956 - Alex Hyde, direttore d'orchestra e violinista statunitense (n. 1898)
- 1956 - Isa Kremer, soprano russa (n. 1887)
- 1957 - José Agosto, calciatore argentino (n. 1914)
- 1958 - Raymond Hackett, attore statunitense (n. 1902)
- 1959 - Hermenegildo Anglada Camarasa, pittore spagnolo (n. 1872)
- 1959 - Harry Yarnell, ammiraglio statunitense (n. 1875)
- 1960 - Fritz Lickint, medico tedesco (n. 1898)
- 1961 - Pietro Capizzi, arcivescovo cattolico italiano (n. 1880)
- 1961 - John L. Cason, attore statunitense (n. 1918)
- 1962 - Giovanni Panico, cardinale e arcivescovo cattolico italiano (n. 1895)
- 1963 - Enzo Duse, giornalista e commediografo italiano (n. 1901)
- 1964 - Charles Bozon, sciatore alpino e alpinista francese (n. 1932)
- 1964 - Lillian Copeland, discobola, giavellottista e pesista statunitense (n. 1904)
- 1964 - Reginald James, fisico e esploratore britannico (n. 1891)
- 1965 - Renzo Azaghi, calciatore italiano (n. 1896)
- 1965 - Moshe Sharett, politico ucraino (n. 1894)
- 1965 - Ubaldo Toffanetti, tenore italiano (n. 1896)
- 1966 - Attilio Biseo, aviatore e generale italiano (n. 1901)
- 1966 - Carmelita Geraghty, attrice e pittrice statunitense (n. 1901)
- 1966 - Scipione Guidi, violinista italiano (n. 1884)
- 1966 - Rinaldo Roggero, calciatore italiano (n. 1891)
- 1966 - Joachim Witthöft, generale tedesco (n. 1887)
- 1967 - Luigi Carraro, imprenditore e dirigente sportivo italiano (n. 1908)
- 1967 - Nguyễn Chí Thanh, generale e politico vietnamita (n. 1914)
- 1968 - Ugo Frigerio, marciatore italiano (n. 1901)
- 1968 - Bumpy Johnson, mafioso statunitense (n. 1905)
- 1968 - Jo Schlesser, pilota automobilistico francese (n. 1928)
- 1968 - Ferdinando Targetti, politico italiano (n. 1882)
- 1968 - Gustaaf Van Slembrouck, ciclista su strada belga (n. 1902)
- 1969 - Giovanna Daffini, cantante italiana (n. 1914)
- 1969 - Erskine Sanford, attore statunitense (n. 1885)
- 1969 - Gladys Swarthout, mezzosoprano e attrice statunitense (n. 1900)
- 1970 - Vitale Bramani, imprenditore e alpinista italiano (n. 1900)
- 1970 - Karl Haas, musicista, musicologo e direttore d'orchestra tedesco (n. 1900)
- 1970 - Hein Heckroth, scenografo e costumista tedesco (n. 1901)
- 1970 - Laura Knight, pittrice inglese (n. 1877)
- 1970 - Chet Stratton, attore statunitense (n. 1910)
- 1970 - Tomu Uchida, regista giapponese (n. 1898)
- 1971 - Otto Authén, ginnasta norvegese (n. 1886)
- 1971 - Ub Iwerks, animatore, fumettista e effettista statunitense (n. 1901)
- 1972 - Atenagora di Costantinopoli, arcivescovo ortodosso greco (n. 1886)
- 1972 - Charles Louis de Beaumont, schermidore britannico (n. 1902)
- 1972 - Zora Folley, pugile statunitense (n. 1931)
- 1972 - Johan Jacobsen, regista, sceneggiatore e produttore cinematografico danese (n. 1912)
- 1972 - Talal di Giordania, sovrano giordano (n. 1909)
- 1972 - Gustav Wiederkehr, dirigente sportivo svizzero (n. 1905)
- 1973 - Giacomo Alberti, architetto svizzero (n. 1896)
- 1973 - Max Horkheimer, filosofo, sociologo e storico della filosofia tedesco (n. 1895)
- 1973 - Veronica Lake, attrice statunitense (n. 1922)
- 1973 - Foscolo Lombardi, politico e partigiano italiano (n. 1895)
- 1973 - Pietro Secchia, politico e antifascista italiano (n. 1903)
- 1974 - Aleksandr Jakovlevič Bereznjak, ingegnere sovietico (n. 1912)
- 1974 - Joachim Brendel, aviatore tedesco (n. 1921)
- 1974 - Nancy Newhall, scrittrice statunitense (n. 1908)
- 1974 - Otto Reinfeldt-Reinlo, calciatore estone (n. 1899)
- 1974 - Leon Shamroy, direttore della fotografia statunitense (n. 1901)
- 1975 - Henri Deglane, lottatore francese (n. 1902)
- 1975 - Carlo Fabrizi, politico italiano (n. 1907)
- 1975 - William Vallance Douglas Hodge, matematico britannico (n. 1903)
- 1976 - Norman Foster, regista, attore e sceneggiatore statunitense (n. 1903)
- 1976 - Walter Giesler, calciatore e allenatore di calcio statunitense (n. 1910)
- 1976 - Gustav Heinemann, politico tedesco (n. 1899)
- 1977 - Ugo Camozzo, arcivescovo cattolico italiano (n. 1892)
- 1977 - Menotti Corallo, scrittore e drammaturgo italiano (n. 1893)
- 1977 - Roy Crane, disegnatore statunitense (n. 1901)
- 1977 - Eugène Criqui, pugile francese (n. 1893)
- 1977 - Bassano Daccò, calciatore italiano (n. 1898)
- 1977 - Jean Delarge, pugile belga (n. 1906)
- 1977 - Miklós Kovács, calciatore e allenatore di calcio rumeno (n. 1911)
- 1977 - María Romero Meneses, religiosa nicaraguense (n. 1902)
- 1977 - Red Wallace, cestista e allenatore di pallacanestro statunitense (n. 1918)
- 1978 - Francisco Mendes, politico guineense (n. 1939)
- 1980 - Reginald Gardiner, attore inglese (n. 1903)
- 1980 - Gorham Getchell, cestista, allenatore di pallacanestro e giocatore di football americano statunitense (n. 1920)
- 1980 - Dmitrij Aleksandrovič Romanov, russo (n. 1901)
- 1980 - Dore Schary, sceneggiatore e produttore cinematografico statunitense (n. 1905)
- 1980 - Dan White, attore statunitense (n. 1908)
- 1980 - Wilhelm Zoepf, militare tedesco (n. 1908)
- 1981 - Keefe Brasselle, attore, regista e produttore televisivo statunitense (n. 1923)
- 1981 - João Cruz, calciatore portoghese (n. 1915)
- 1981 - Donal Foley, giornalista e editore irlandese (n. 1922)
- 1981 - Shizuto Masunaga, psicologo giapponese (n. 1925)
- 1981 - Juozas Žukas, cestista e tennista lituano (n. 1915)
- 1982 - Bep Bakhuys, calciatore olandese (n. 1909)
- 1982 - Carlo Chiappano, ciclista su strada e dirigente sportivo italiano (n. 1941)
- 1982 - John Harkrider, scenografo e costumista statunitense (n. 1899)
- 1982 - Jin Shan, attore cinese (n. 1911)
- 1982 - Tommy Loughran, pugile statunitense (n. 1902)
- 1982 - Emilio Notte, pittore italiano (n. 1891)
- 1982 - Massimo Quaglino, pittore e scultore italiano (n. 1899)
- 1982 - Alexandros Sakellariou, ammiraglio e politico greco (n. 1887)
- 1982 - Hermann Thimig, attore austriaco (n. 1890)
- 1983 - Cinico Angelini, direttore d'orchestra, arrangiatore e violinista italiano (n. 1901)
- 1983 - Adalberts Bubenko, marciatore lettone (n. 1910)
- 1983 - Vanni Canepele, tennista e cestista italiano (n. 1916)
- 1983 - Marcello De Martino, direttore d'orchestra, compositore e arrangiatore italiano (n. 1932)
- 1983 - Alexander Fu Sheng, attore hongkonghese (n. 1953)
- 1983 - Herman Kahn, fisico statunitense (n. 1922)
- 1983 - Fedele Toscani, fotoreporter e fotografo italiano (n. 1909)
- 1983 - Enzo Turco, attore e sceneggiatore italiano (n. 1902)
- 1984 - Elba de Pádua Lima, calciatore e allenatore di calcio brasiliano (n. 1915)
- 1984 - Gastone Gamba, calciatore italiano (n. 1909)
- 1984 - Ricky Kasso, criminale statunitense (n. 1967)
- 1984 - José María Lavalle, calciatore peruviano (n. 1902)
- 1984 - Flora Robson, attrice britannica (n. 1902)
- 1984 - George Oppen, poeta statunitense (n. 1908)
- 1985 - Fernando Tropea, montatore italiano (n. 1905)
- 1986 - Joseph Eddy Fontenrose, storico delle religioni e grecista statunitense (n. 1903)
- 1986 - Sven Johnson, ginnasta svedese (n. 1899)
- 1986 - Jakov Gavrilovič Uchsaj, poeta, drammaturgo e romanziere russo (n. 1911)
- 1987 - Giannino Bulzone, maratoneta italiano (n. 1911)
- 1987 - William Longstreth Dodge, bobbista statunitense (n. 1925)
- 1987 - René Gérard, calciatore francese (n. 1914)
- 1987 - José Macrí, calciatore argentino (n. 1917)
- 1987 - Henri Robert, profumiere francese (n. 1899)
- 1987 - Hannelore Schroth, attrice tedesca (n. 1922)
- 1987 - Kujtim Spahivogli, attore, drammaturgo e regista albanese (n. 1932)
- 1987 - Benedetto Strampelli, oculista italiano (n. 1904)
- 1987 - Henry Toft, giornalista, insegnante e rugbista a 15 britannico (n. 1909)
- 1988 - Elmer Johnson, cestista e giocatore di baseball statunitense (n. 1910)
- 1988 - Ferruccio Masini, germanista, critico letterario e traduttore italiano (n. 1928)
- 1988 - Paula Mollenhauer, discobola tedesca (n. 1908)
- 1988 - Aldo Tonti, direttore della fotografia italiano (n. 1910)
- 1988 - Antonio Zama, arcivescovo cattolico italiano (n. 1917)
- 1989 - Wilhelm Joswig, militare e aviatore tedesco (n. 1912)
- 1989 - Virgilio Sabel, regista cinematografico e sceneggiatore italiano (n. 1920)
- 1989 - Félix Unden, pallanuotista lussemburghese (n. 1902)
- 1990 - Cazuza, cantautore brasiliano (n. 1958)
- 1990 - Hugo Makibi Enomiya-Lassalle, gesuita e missionario tedesco (n. 1898)
- 1991 - André Busch, pallanuotista francese (n. 1913)
- 1991 - Nino Cogolli, calciatore italiano (n. 1906)
- 1991 - Edgar Kupfer-Koberwitz, scrittore tedesco (n. 1906)
- 1991 - Tullio Odorizzi, avvocato e politico italiano (n. 1903)
- 1991 - Suzy Prim, attrice, sceneggiatrice e produttrice cinematografica francese (n. 1896)
- 1991 - Sauro Sili, pianista, arrangiatore e direttore d'orchestra italiano (n. 1922)
- 1992 - Joseph Barthel, mezzofondista e politico lussemburghese (n. 1927)
- 1992 - Giovanni Carnicella, politico italiano (n. 1949)
- 1992 - Clint Frank, giocatore di football americano statunitense (n. 1915)
- 1992 - Dante Graziosi, politico, scrittore e partigiano italiano (n. 1915)
- 1992 - Seweryna Szmaglewska, scrittrice polacca (n. 1916)
- 1992 - Piero Treves, storico, critico letterario e giornalista italiano (n. 1911)
- 1993 - Elemér Berkessy, calciatore e allenatore di calcio ungherese (n. 1905)
- 1993 - Gino Camerario, calciatore italiano (n. 1919)
- 1993 - Mia Zapata, cantante e musicista statunitense (n. 1965)
- 1994 - Carlo Chiti, ingegnere italiano (n. 1924)
- 1994 - Anita Garvin, attrice statunitense (n. 1907)
- 1994 - Rocco Minasi, politico italiano (n. 1910)
- 1995 - Léon Le Calvez, ciclista su strada francese (n. 1909)
- 1995 - Eeva-Liisa Manner, poetessa, drammaturga e traduttrice finlandese (n. 1921)
- 1996 - Kutlu Adalı, poeta e giornalista cipriota (n. 1935)
- 1996 - Demetrio Mauro, imprenditore italiano (n. 1905)
- 1996 - Guido Quazza, storico italiano (n. 1922)
- 1996 - Friedrich von Stülpnagel, velocista tedesco (n. 1913)
- 1997 - Francesco Albani, ciclista su strada italiano (n. 1912)
- 1997 - Mate Boban, politico e economista croato (n. 1940)
- 1997 - Amado Carrillo Fuentes, criminale messicano (n. 1956)
- 1997 - Alfons De Winter, allenatore di calcio e calciatore belga (n. 1908)
- 1997 - Raffaele Dolfato, rugbista a 15 e imprenditore italiano (n. 1962)
- 1997 - Jean Luciano, calciatore francese (n. 1921)
- 1998 - Moshood Abiola, politico e imprenditore nigeriano (n. 1937)
- 1999 - Vikram Batra, militare indiano (n. 1974)
- 1999 - Enrico Lucchini, batterista italiano (n. 1934)
- 1999 - Amilcare Oddo, allenatore di calcio e giornalista italiano (n. 1910)
- 1999 - Laurie Scott, allenatore di calcio e calciatore inglese (n. 1917)
- 2000 - Mario Assennato, avvocato e politico italiano (n. 1902)
- 2000 - Michail Drujan, direttore della fotografia sovietico (n. 1911)
- 2000 - Ruth Werner, agente segreta russa (n. 1907)
- 2000 - Giuseppe Petralia, vescovo cattolico, scrittore e poeta italiano (n. 1906)
- 2000 - Johann Urbanek, calciatore austriaco (n. 1910)

## XXI secolo(126)
- 2001 - Corrado Bernicchi, calciatore e allenatore di calcio italiano (n. 1926)
- 2001 - Longino Di Piazza, calciatore italiano (n. 1920)
- 2001 - Viktor Jakušev, hockeista su ghiaccio sovietico (n. 1937)
- 2001 - Fred Neil, cantautore statunitense (n. 1936)
- 2001 - Toni Pagot, animatore, fumettista e regista italiano (n. 1921)
- 2001 - Joe Stulac, cestista canadese (n. 1935)
- 2002 - Bison Dele, cestista statunitense (n. 1969)
- 2002 - Domenico Farias, giurista e filosofo italiano (n. 1927)
- 2002 - Bruno Arturovič Frejndlich, attore sovietico (n. 1909)
- 2002 - Ray Wood, allenatore di calcio e calciatore inglese (n. 1931)
- 2003 - Rafael I Bidawid, patriarca cattolico iracheno (n. 1922)
- 2003 - Izhak Graziani, direttore d'orchestra israeliano (n. 1924)
- 2003 - Tomiko Suzuki, doppiatrice giapponese (n. 1956)
- 2004 - Frank Anger, schermidore statunitense (n. 1939)
- 2004 - Joe Aquilina, calciatore maltese (n. 1943)
- 2005 - Henri Betti, compositore e pianista francese (n. 1917)
- 2005 - Stefano Lavagetto, politico italiano (n. 1935)
- 2005 - Germaine Lindsay, terrorista giamaicano (n. 1985)
- 2005 - Adolf Müller, lottatore svizzero (n. 1914)
- 2005 - Edoardo Veneri, calciatore italiano (n. 1917)
- 2006 - Syd Barrett, cantautore, chitarrista e compositore britannico (n. 1946)
- 2006 - Rudi Carrell, cantante e showman olandese (n. 1934)
- 2006 - Ken Exel, cestista statunitense (n. 1920)
- 2006 - Elias Hrawi, avvocato e politico libanese (n. 1925)
- 2006 - John Money, psicologo e sessuologo neozelandese (n. 1921)
- 2007 - Andrea Corno, editore italiano (n. 1937)
- 2007 - Anne McLaren, genetista inglese (n. 1927)
- 2007 - Stefano Sommariva, fondista italiano (n. 1918)
- 2008 - Bruce Conner, pittore, scultore e regista statunitense (n. 1933)
- 2008 - Dorian Leigh, modella statunitense (n. 1917)
- 2008 - Giovanni Viola, calciatore e allenatore di calcio italiano (n. 1926)
- 2010 - Emilio Q. Daddario, politico statunitense (n. 1918)
- 2010 - Frank Dochnal, pilota automobilistico statunitense (n. 1920)
- 2010 - Giovanni Ravasio, partigiano italiano (n. 1921)
- 2011 - Aldo Corasaniti, giurista italiano (n. 1922)
- 2011 - ERO, artista statunitense (n. 1967)
- 2011 - Vittorio Fellegara, compositore italiano (n. 1927)
- 2011 - Feng Zhigang, calciatore cinese (n. 1969)
- 2011 - Cleanto Marcon, militare italiano (n. 1920)
- 2011 - Giacomo Peppicelli, mezzofondista italiano (n. 1928)
- 2011 - Maria Rita Saulle, giurista italiana (n. 1935)
- 2012 - Ivano Bertini, chimico italiano (n. 1940)
- 2012 - Federico Coen, giornalista e politico italiano (n. 1928)
- 2012 - Pierluigi Raggi, progettista italiano (n. 1924)
- 2012 - Leon Schlumpf, politico svizzero (n. 1925)
- 2013 - Joe Conley, attore statunitense (n. 1928)
- 2013 - Massimo Impieri, poliziotto italiano (n. 1979)
- 2013 - François Xavier Nguyễn Quang Sách, vescovo cattolico vietnamita (n. 1925)
- 2013 - Anna Wing, attrice britannica (n. 1914)
- 2014 - Horst Bollmann, attore tedesco (n. 1925)
- 2014 - Duccia Camiciotti, poetessa e scrittrice italiana (n. 1928)
- 2014 - Mario Canessa, poliziotto, partigiano e funzionario italiano (n. 1917)
- 2014 - Alfredo Di Stéfano, calciatore e allenatore di calcio argentino (n. 1926)
- 2014 - Francisco Gabica, ciclista su strada spagnolo (n. 1937)
- 2014 - Bertil Haase, pentatleta svedese (n. 1923)
- 2014 - Philip Hurlic, attore statunitense (n. 1927)
- 2014 - Dickie Jones, attore e doppiatore statunitense (n. 1927)
- 2014 - Eduard Shevardnadze, politico sovietico (n. 1928)
- 2015 - Maria Barroso, attrice e politica portoghese (n. 1925)
- 2015 - Angela Ciochină, cantante e compositrice rumena (n. 1955)
- 2015 - Eva Fischer, pittrice jugoslava (n. 1920)
- 2015 - Bob MacKinnon, cestista, allenatore di pallacanestro e dirigente sportivo statunitense (n. 1927)
- 2015 - Fons van Wissen, calciatore olandese (n. 1933)
- 2016 - Vittorio Goretti, astronomo italiano (n. 1939)
- 2016 - Laura Mancinelli, scrittrice, germanista e medievista italiana (n. 1933)
- 2016 - John McMartin, attore statunitense (n. 1929)
- 2016 - John O'Rourke, calciatore inglese (n. 1945)
- 2016 - Gabriele Pescatore, magistrato italiano (n. 1916)
- 2016 - Anita Reeves, attrice irlandese (n. 1948)
- 2017 - Angelo Beltempo, hockeista su pista e allenatore di hockey su pista italiano (n. 1957)
- 2017 - Jean-Pierre Bernard, attore francese (n. 1933)
- 2017 - Håkan Carlqvist, pilota motociclistico svedese (n. 1954)
- 2017 - Suzanne Chaisemartin, organista e insegnante francese (n. 1921)
- 2017 - Danny Daniels, coreografo, danzatore e attore statunitense (n. 1924)
- 2017 - Werner Hamacher, critico letterario e filosofo tedesco (n. 1948)
- 2017 - Marina Ratner, matematica russa (n. 1938)
- 2017 - Foscarina Rozzo, cestista italiana (n. 1929)
- 2017 - Denis Vaughan, direttore d'orchestra australiano (n. 1926)
- 2018 - William Dunlop, pilota motociclistico nordirlandese (n. 1985)
- 2018 - Paul Fetler, compositore statunitense (n. 1920)
- 2018 - Tyler Honeycutt, cestista statunitense (n. 1990)
- 2018 - Hacène Lalmas, calciatore e allenatore di calcio algerino (n. 1943)
- 2018 - Luigi Ossola, calciatore, cestista e dirigente sportivo italiano (n. 1938)
- 2019 - Thomas Alured Faunce, giurista e medico australiano (n. 1958)
- 2019 - Ora Namir, politica e diplomatica israeliana (n. 1930)
- 2019 - Ramón Héctor Ponce, calciatore argentino (n. 1948)
- 2019 - Vlassis Rassias, attivista, editore e scrittore greco (n. 1959)
- 2020 - Lorenzo Arruga, critico musicale, critico teatrale e compositore italiano (n. 1937)
- 2020 - Dannes Coronel, calciatore ecuadoriano (n. 1973)
- 2020 - Gilbert Doucet, rugbista a 15 e allenatore di rugby a 15 francese (n. 1956)
- 2020 - Guillermo Fleming, calciatore peruviano (n. 1934)
- 2020 - Elizabeth Harrower, scrittrice e giornalista australiana (n. 1928)
- 2020 - Roger Vonlanthen, calciatore e allenatore di calcio svizzero (n. 1930)
- 2020 - Vincenzo Zadel, calciatore jugoslavo (n. 1937)
- 2020 - Khalid bin Sa'ud Al Sa'ud, principe e militare saudita (n. 1926)
- 2021 - Robert Downey Sr., attore, sceneggiatore e regista statunitense (n. 1936)
- 2021 - Keshav Dutt, hockeista su prato indiano (n. 1925)
- 2021 - John Allan Hobson, psichiatra statunitense (n. 1933)
- 2021 - Michael Horovitz, poeta, artista e traduttore inglese (n. 1935)
- 2021 - Ahmed Jibril, attivista e guerrigliero palestinese (n. 1935)
- 2021 - Dilip Kumar, attore indiano (n. 1922)
- 2021 - Pierre Laffitte, politico e ingegnere francese (n. 1925)
- 2021 - Jovenel Moïse, imprenditore e politico haitiano (n. 1968)
- 2021 - Carlos Reutemann, pilota automobilistico e politico argentino (n. 1942)
- 2021 - Chris Youngblood, wrestler statunitense (n. 1966)
- 2021 - Giovanni Tegano, mafioso italiano (n. 1939)
- 2021 - Herman Willemse, nuotatore olandese (n. 1934)
- 2022 - Pedro Ferrándiz, allenatore di pallacanestro spagnolo (n. 1928)
- 2022 - Gavril Grueff, astronomo e astrofisico italiano (n. 1942)
- 2022 - Jacob Nena, politico micronesiano (n. 1941)
- 2022 - Vieri Razzini, critico cinematografico, giornalista e scrittore italiano (n. 1940)
- 2023 - Tara Heiss, cestista statunitense (n. 1956)
- 2023 - Mary Ann Hoberman, scrittrice statunitense (n. 1930)
- 2023 - Nikki McCray, cestista e allenatrice di pallacanestro statunitense (n. 1971)
- 2023 - Mutulu Shakur, attivista statunitense (n. 1950)
- 2023 - Max Wozniak, allenatore di calcio e calciatore polacco (n. 1926)
- 2023 - Antonio Zanoletti, attore e regista teatrale italiano (n. 1949)
- 2024 - Haïm Brezis, matematico francese (n. 1944)
- 2024 - Yola Polastri, attrice, cantautrice e conduttrice televisiva peruviana (n. 1950)
- 2024 - Bengt Samuelsson, biochimico svedese (n. 1934)
- 2024 - Bruno Zanin, attore, giornalista e scrittore italiano (n. 1951)
- 2025 - Dieter Kuprella, cestista e allenatore di pallacanestro tedesco (n. 1946)
- 2025 - Miguel Ángel López, calciatore e allenatore di calcio argentino (n. 1942)
- 2025 - Gábor Arpad Somorjai, chimico ungherese (n. 1935)
- 2025 - Roman Starovojt, politico russo (n. 1972)
- 2025 - Norman Tebbit, politico britannico (n. 1931)

## Senza anno specificato(1)
- Villibaldo di Eichstätt, missionario, vescovo e santo inglese (n. 700)